# Ghosts (britische Fernsehserie)
Ghosts (englisch für „Geister“) ist eine britische Sitcom, die zwischen 2019 und 2023 auf BBC One ausgestrahlt wurde. Die Serie folgt Alison und Mike Cooper, welche von einer entfernten Verwandten ein Herrenhaus erben und lernen müssen, sich mit den dort lebenden Geistern zu arrangieren.
Während Ghosts selber es nie ins deutsche Fernsehen schaffte, wurde ab 2021 die amerikanische Adaption bei Sky Comedy ausgestrahlt. Außerdem wurde eine deutsche Adaption im Auftrag der ARD produziert. Diese ist seit März 2025 in der ARD-Mediathek und auf ONE zu sehen.

## Handlung
Alison Cooper erbt von einer entfernten Verwandten das Landgut Button House. Trotz des schlechten Zustandes des Hauses beschließen sie und ihr Ehemann Mike, einzuziehen und das Haus eigenständig zu renovieren, um es letztendlich in ein Hotel zu verwandeln.
Diese Pläne lösen bei den bereits dort lebenden Geistern großes Entsetzen aus, welche daraufhin versuchen, die beiden aus dem Haus zu vertreiben. Dabei wird Alison von einem der Geister aus einem Fenster gestoßen. Weil sie nach ihrem Unfall für einige Minuten klinisch tot ist, gibt dieses Erlebnis ihr die Fähigkeit, Geister zu sehen.
Da die Coopers aufgrund ihrer finanziellen Probleme das Haus nicht aufgeben können, und die Geister das Grundstück, auf welchem sie gestorben sind, nicht verlassen können, müssen sich beide Seiten mit ihrem Zusammenleben arrangieren.

## Figuren
| Figur                         | Darsteller/in       | Beschreibung |
| ----------------------------- | ------------------- | --- |
| Alison Cooper                 | Charlotte Ritchie   | Eine junge Frau, die von einer entfernten Verwandten ein großes Landhaus erbt. Nach einem Unfall besitzt sie die Fähigkeit Geister zu sehen. |
| Michael „Mike“ Cooper         | Kiell Smith-Bynoe   | Alisons Mann, der die Geister nicht sehen kann. Zunächst glaubt er nicht an deren Existenz, doch lernt er nach einiger Zeit, wie er mit ihnen kommunizieren kann. |
| Katherine „Kitty“ Higham      | Lolly Adefope       | Eine junge, quirlige und etwas naive Adelige aus dem georgianischen Zeitalter. Sie starb am Biss einer giftigen Spinne, welche sich auf einer Ananas versteckte. |
| Thomas Thorne                 | Mathew Baynton      | Ein melodramatischer Poet aus der Regency-Ära, welcher bei einem Duell erschossen wurde. Er besitzt kein großes poetisches Talent und verliebt sich schnell, oft auch in lebende Besucher des Hauses. Besonders Alison hat es ihm angetan. |
| Julian Fawcett MP             | Simon Farnaby       | Ein Abgeordneter der konservativen Partei, welcher bei einer Affäre an einem Herzinfarkt starb und deshalb keine Hose trägt. Er ist der Einzige der Geister, welcher mit Gegenständen der körperlichen Welt interagieren kann. |
| Lady Stephanie „Fanny“ Button | Martha Howe-Douglas | Eine wichtigtuerische Dame aus der edwardianischen Epoche. Sie ist die ehemalige Hausherrin von Button House und entfernt verwandt mit Alison. Sie starb, als ihr Ehemann George sie aus einem Fenster stieß. Auf Fotos ist sie als graue Gestalt zu erkennen. |
| Patrick „Pat“ Butcher         | Jim Howick          | Ein freundlicher Anführer einer Pfadfindergruppe, welcher in den 80er Jahren bei einer Bogenschussübung im Park des Herrenhauses von einem Pfeil in den Hals getroffen wurde. Oft organisiert er Spiele und anderweitige Beschäftigung für die Geister. |
| Robin                         | Laurence Rickard    | Ein Höhlenmensch, welcher durch einen Blitzeinschlag getötet wurde und deshalb Elektrizität beeinflussen kann. Trotz seiner limitierten Sprachfähigkeiten ist er sehr weise. Er hat eine besondere Beziehung zum Mond, welchen er liebevoll ‚Moonah‘ nennt. Er und Julian spielen regelmäßig zusammen Schach.                                                                         |
| Sir Humphrey Bone             | Laurence Rickard    | Ein Adeliger aus der Tudor-Zeit, welcher sich aus Versehen enthauptete. Er wurde fälschlicherweise eines Attentates auf Elisabeth I. beschuldigt, welches eigentlich von seiner Ehefrau Sophie geplant wurde. Oftmals treten sein Körper und Kopf getrennt auf, da die beiden immer wieder auseinanderfallen.                                                                         |
| „The Captain“                 | Ben Willbond        | Ein ehemaliger Offizier, welcher im Zweiten Weltkrieg auf Button House stationiert war. Er ist homosexuell, verbirgt seine Sexualität aber vor den anderen Geistern. Er erlitt einem Herzinfarkt, als er nach dem Krieg versuchte, Kontakt mit seinem ehemaligen Lieutenant aufzunehmen, für welchen er Gefühle hegte. Dort wird auch bekannt, dass sein eigentlicher Name James ist. |
| Mary Guppy                    | Katy Wix            | Eine schüchterne Frau, welche während der Stuart-Ära als Hexe verbrannt wurde. Sie kann sich bei Lebenden durch ihren verbrannten Geruch bemerkbar machen. |

## Produktion
Ghosts wurde von Mathew Baynton, Simon Farnaby, Martha Howe-Douglas, Jim Howick, Laurence Rickard und Ben Willbond gemeinschaftlich entwickelt und geschrieben. Die sechs kannten sich bereits aus ihrer Zusammenarbeit bei der CBBC-Serie Horrible Histories. Danach entwarfen sie zusammen die Comedy-Fantasy-Serie Yonderland, welche auf Sky 1 ausgestrahlt wurde. Die Gruppe arbeitet unter dem Namen Them There zusammen, wird von Fans aber auch oft liebevoll Six Idiots genannt.
Die Serie hatte ihre Erstausstrahlung 2019 auf BBC1. Die zweite Staffel wurde ab September 2020 ausgestrahlt. Die dritte und vierte Staffel feierten ihre Premiere jeweils im August 2021 und September 2022. Die Ausstrahlung der fünften und letzten Staffel erfolgte ab Oktober 2023.
Die Serie wurde im West Horsley Place in Surrey, England gefilmt.

## Adaptionen
Im November 2019 wurde von CBS die Produktion einer amerikanischen Adaption angekündigt. Die Serie folgt einer ähnlichen Handlung wie das Original, wobei Rose McIver und Utkarsh Ambudkar die Hauptrollen als Sam und Jay Arondekar übernehmen. Stand 2025 besitzt die Serie vier Staffeln. Die deutsche Erstausstrahlung erfolgte bei Sky Comedy.
Die Produktion einer deutschen Adaption wurde im Mai 2024 durch BBC Studios Germany begonnen. Zu den Charakteren gehören der Neandertaler Urs, der römische Legionär Claudius, die Gräfin Adelheid, die Magd Griet, der Versicherungsvertreter Joachim, die Lehrerin Svenni und der Dichter Friedrich Dorn. Die Hauptrollen Emma und Felix wurden von Cristina do Rego und Benito Bause übernommen. Dreharbeiten erfolgten an der Burg Bergerhausen in Kerpen. Die Serie steht seit dem 7. März 2025 in der ARD-Mediathek zur Verfügung und wurde ab dem 13. März auf ONE ausgestrahlt.
Außerdem sind eine französische, eine australische und eine griechische Adaption in Arbeit.

## Rezeption
Die Serie bekam überwiegend positive Rezensionen. Bei Metacritic erhielt die Serie eine Durchschnittswertung von 81/100 Punkten bei zehn Bewertungen. Die erste Staffel hat einen Beliebtheitsgrad von 83 % auf Rotten Tomatoes. Der Konsens der Kritiker ist dort:
„The perfect blend of spooky and silly, Ghosts's ghastly giggles are a delight.“
„Die perfekte Mischung aus Grusel und Albernheit: Das schaurige Kichern von Ghosts ist ein Genuss.“

-Rotten Tomatoes
2021 wurde die Serie für den BAFTA-Award für die beste Comedy-Show mit Drehbuch sowie das Team als beste Comedy-Autoren nominiert.